# الاقتصاد العسكري (مصر)

المعونة الأمريكية لمصر (1991-2013).

الاقتصاد العسكري المصري يمتلك الجيش المصري القدرة على استخدام المجنّدين كأيدي عاملة رخيصة. كما أن أرباحه معفاة من الضرائب ومتطلّبات الترخيص التجاري وفقاً للمادة 47 من قانون ضريبة الدخل لعام 2005. فضلًا عن ذلك، تنصّ المادة الأولى من قانون الإعفاءات الجمركية لعام 1986 على إعفاء واردات وزارة الدفاع ووزارة الدولة للإنتاج الحربي من أي ضريبة. كل هذه العوامل تعطي مزايا كبيرة للجيش المصري في أنشطته التجارية، ويجعل من الصعب على الشركات المملوكة للدولة والقطاع الخاص منافسته.
تقليديًا، يُكنّ المصريون قدرًا كبيرًا من الاحترام والتقدير للمؤسّسة العسكرية، باعتبارها رمزًا للكبرياء الوطني وإبرازًا لقوة مصر الإقليمية. إلا أنه -وفي ما يتجاوز دوره كحامٍ للدولة ومدافع عنها-، استثمر الجيش المصري على مدى عقود في العديد من المشاريع الإقتصادية التي تقوم بتصنيع المعدات العسكرية والمنتجات المدنية. وتلعب ثلاث مؤسسات متخصّصة وشركاتها، دوراً مباشراً في المشاريع الاقتصادية للقوات المسلحة.

## الاقتصاد العسكري
في تاريخ 24 حزيران/يونيو 2014 منحت وزارات الصحة والنقل والإسكان والشباب وزارة الدفاع المصرية عقودًاعدة تزيد قيمتها عن مليار دولار لتنفيذ مشاريع بنية تحتية كبيرة. وتتراوح هذه المشاريع بين بناء الطرق السريعة الجديدة، وإسكان لذوي الدخل المنخفض، وترميم وتجديد بعض المستشفيات العامة ومراكز الشباب. وقد برّر مجلس الوزراء المصري تفضيله القوات المسلحة على الشركات الخاصة لتنفيذ هذه المشاريع على أساس كفاءة الجيش وانضباطه في تنفيذ المشاريع بسرعة ومعايير عالية.
تكليف الجيش بتنفيذ مشاريع البنية التحتية في مصر ليس بالأمر الجديد على السلطات المصرية. غير أن تجدّد دور الجيش في الشؤون الداخلية، وخاصة منذ الإطاحة بالرئيس السابق محمد مرسي في تموز/يوليو 2013 وتنصيب عبد الفتاح السيسي رئيساً للبلاد في حزيران/يونيو 2014، إلى جانب العديد من التعديلات القانونية والتشريعية، تثير تساؤلات عديدة وأساسية حول دور المؤسسة العسكرية في الاقتصاد المصري، خصوصاً في مايتعلّق بعدالة وشفافية ممارسة. وأیضا ثمّة تساؤلات حول عدة عقود كبرى جديدة مع دولة الإمارات العربية المتحدة. إذ تعزّز هذه الاتفاقيات، التي تبلغ قيمتها مليارات الدولارات، الاتجاه المثير للجدل نحو تكليف الجيش المصري القيام بدور أكبر في الشؤون الاقتصادية المدنية في مصر.
ثمّة مصدر آخر للقلق يتمثّل في مستوى مساءلة الجيش أمام الجمهور. وبكل ببساطة فإن الحصول على معلومات أساسية حول حجم المجمع العسكري-الصناعي في مصر أمر في غاية الصعوبة. إذ تتراوح تقديرات الباحثين المستقلين حول الحصة التي يسيطر عليها الجيش من الاقتصاد الوطني بين 5 و40 في المئة. ففي مقابلة مع وكالة رويترز جرت في 15 أيار/مايو 2014، حاول السيسي، المرشح الرئاسي آنذاك، التقليل من هذه الأرقام، مؤكّداً أن ”هناك كلام عن أن الجيش يملك 40 في المئة من الاقتصاد. هذا ليس صحيحاً. النسبة لاتتجاوز اثنين في المئة“.
أدّى صدور تعديلين تشريعيين وقانون جديد عن طريق السلطة التنفيذية، في غياب برلمان منتخب، إلى زيادة القلق بشأن نزاهة وشفافية الحكومة المصرية والجيش بصورة خاصة.
في أيار/مايو 2011، عدّل المجلس الأعلى للقوات المسلحة، الذي كان يتولّى حكم البلاد آنذاك، قانون القضاء العسكري. أضاف المجلس العسكري مادّة تعطي النيابة والقضاة العسكريين وحدهم الحق في التحقيق في الكسب غير المشروع لضباط الجيش، حتى لو بدأ التحقيق بعد تقاعد الضابط. وبالتالي تجعل هذه المادة الضباط المتقاعدين بمنأى عن أي محاكمة أمام القضاء المدني.
في أيلول/سبتمبر 2013، أصدر المستشار عدلي منصور، الذي شغل منصب الرئيس المؤقّت بعد عزل مرسي، مرسوماً بتعديل القانون الصادر في عام 1998 بشأن المناقصات والمزايدات العامة، يسمح للمسؤولين الحكوميين بتخطّي إجراءات المناقصة العامة في الحالات ”العاجلة“، إلا أنه لم يحدد هذه الحالات. ويرفع التعديل قيمة الخدمات أو الممتلكات التي يمكن للمسؤولين في الدولة شراؤها وبيعها بالأمر المباشر. وليس من الواضح ما إذا كان الجيش قد استفاد من هذا البند الخاص في العقود الأخيرة.
وفي نيسان/أبريل 2014، وافقت الحكومة على القانون الذي يقيّد حق الأطراف الأخرى في الطعن على العقود التجارية والعقارية الموقّعة مع الدولة. وقد أصبح هذا الحق الآن محفوظًا للحكومة والمؤسّسات المشاركة في الصفقة والشركاء التجاريين. وعلى الرغم من أن الحكومة برّرت هذا القانونبوصفه وسيلة لتشجيع الاستثمار الأجنبي، إلا أنه من المحتمل أن يؤدّي هذا الإجراء إلى تقليص الرقابة والمساءلة الشعبية للحكومة.

إجمالي المعونة الأمريكية سنويا (بدولار أمريكي).

أكدت الصحيفة أنه بعد رحيل مبارك وتولى المجلس العسكري زمام الأمور بقيادة المشير حسين طنطاوي فإن المجلس عمل بكل ما لديه من قوة على حماية تلك المصالح الاقتصادية المربحة والتي جعلت من الجيش إمبراطورية تجارية وأحد أهم العوامل المؤثرة في اقتصاد البلاد وأكدت الصحيفة أن الجيش المصري يمتلك المئات من الفنادق والمستشفيات ومصانع التعليب والنوادي والمخابز بالإضافة إلى عشرات الآلاف من العاملين فيما لايقل عن 26 مصنعا تقوم بتصنيع السلع الإستهلاكية للمصريين مثل الثلاجات والتلفزيونات والحواسيب بالإضافة إلى تصنيع عربات القطار الجديدة للسكك الحديد وأيضا سيارات الإطفاء كما يعمل على توفير محطات حرق النفايات ومياه الصرف الصحي إذا تطلب الأمر وكل ذلك يصب في النهاية عند الجيش.